# ING Groep
ING Groep, ING Groep N.V., Internationale Nederlanden Groep – międzynarodowa instytucja finansowa założona w Holandii działająca w sektorze bankowym, ubezpieczeniowym i inwestycyjnym. Akcje grupy notowane są na giełdach w Amsterdamie, Brukseli, Frankfurcie, Nowym Jorku i Paryżu.
Grupa ING ma około 85 milionów klientów (indywidualnych, korporacyjnych, instytucjonalnych) w ponad 50 państwach, zatrudnia ponad 130 tysięcy pracowników (2008 r.). Główna siedziba grupy mieści się w Amsterdamie.

## Działalność

### Lata 1990–2000
- 1991:
  - z momentem utworzenia, przedsiębiorstwo początkowo nazywało się Groep Nederlanden Internationale; dopiero druga nazwa brzmiała: Grupa ING, a utworzona została z połączenia Nationale-Nederlanden i Grupy Postbank NMB;
  - Nationale-Nederlanden zmienia nazwę na ING Nationale-Nederlanden;
  - ING jako finansowa grupa weszła na rynek Czech;
- 1994:
  - Rumunia – to drugi, po Czechach, kraj, w którym ING zdecydowało się otworzyć pierwszy Bank ING;
- 1995:
  - ING nabył bank inwestycyjny i firmę zarządzającą inwestowaniem – Barings, gdy ten upadł (przejęcie to było porównywane z procesem zakupu Luizjany na podstawie oryginalnych dokumentów);
- 1997:
  - ING nabył ubezpieczyciela, przedsiębiorstwo Equitable of Iowa Companies;
  - ING otworzył ING Direct Canada www.ingdirect.ca;
- 1998:
  - ING nabył Lambert Bruxelles Banque (BBL) w Belgii;
- 1999:
  - ING kupuje BHF (bank z Niemiec) i otworzył oddział ING w Hiszpanii

W Polsce ING Groep jest większościowym udziałowcem ING Banku Śląskiego, ING Usługi dla Biznesu – operatora platformy handlowo-aukcyjnej Aleo oraz ING Usługi Finansowe.
Podczas kryzysu finansowego w 2008 grupa otrzymała pomoc w postaci 10 mld € pożyczki od rządu holenderskiego.
W listopadzie 2015, przed grudniowym szczytem klimatycznym w Paryżu, Grupa ING zdecydowała się wycofać z finansowania nowych projektów węglowych (w sektorze wydobywczym i energetycznym) oraz finansowania klientów, których portfel zawiera powyżej 50% aktywów węglowych.
Od roku 2007 ING Groep sponsorowało zespół Formuły 1 – Renault. W trakcie sezonu 2009, w wyniku słynnej afery crashgate, kontrakt ten został jednak zerwany.